# るり渓

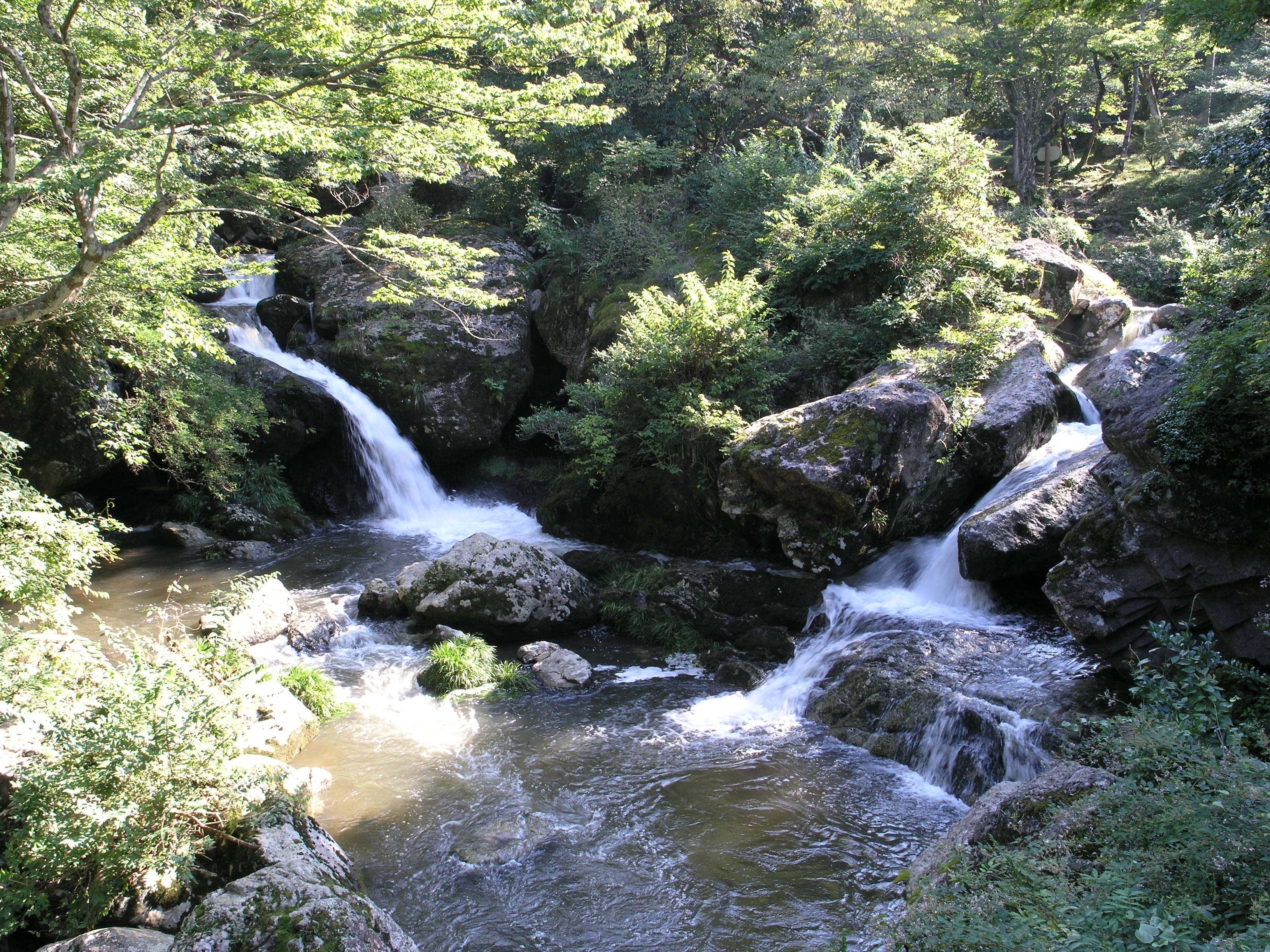
るり渓の名勝「鳴瀑」（渓谷の下流に位置する）

るり渓（るりけい）は、京都府南丹市園部町大河内に位置し、大堰川支流、園部川が流れる全長4kmの渓谷である。1932年に国の名勝に指定され、府立自然公園にも指定されている。日本の音風景100選にも選定されている。
もとは「滑（なめら）」と呼ばれていたが、1905年（明治38年）に当時の船井郡長であった三宅樅陰（みやけしょういん）と埴生小学校校長であった竹内源太郎が訪れた際に、その景色の美しさに感動した三宅が改めて「琉璃渓」と命名したもの。竹内はその後「るり狂」と呼ばれるほど琉璃渓に魅了され、名勝指定に向けた国の調査にも協力した。
名前の由来は渓谷上部にある通天湖から流れ出る清流が、光の反射によって瑠璃色の輝石のように見えることに因む。また、さらに奥に行くと深山があり、ハイキングが楽しめる。
地質は流紋岩で、浸蝕による奇岩が多く見られ、瀑布が点在する。十二勝と呼ばれる12の名所があり、錦繍巌、双龍渕、渇蚪澗、座禅石、水晶簾などの漢詩的な名称が付けられている。紅葉の名所としても知られ、大阪や京都近郊の行楽地として人気がある。

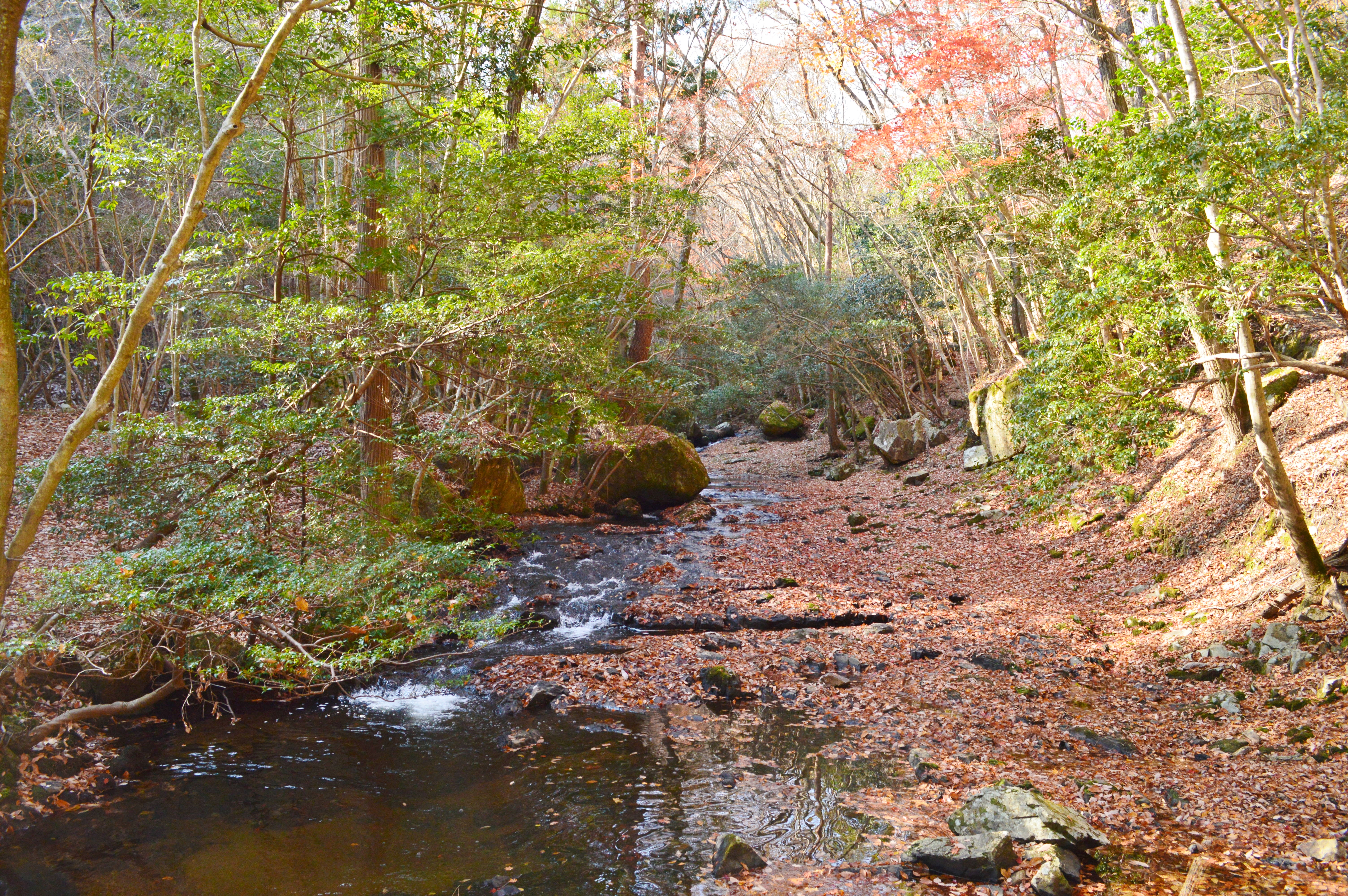
玉走盤
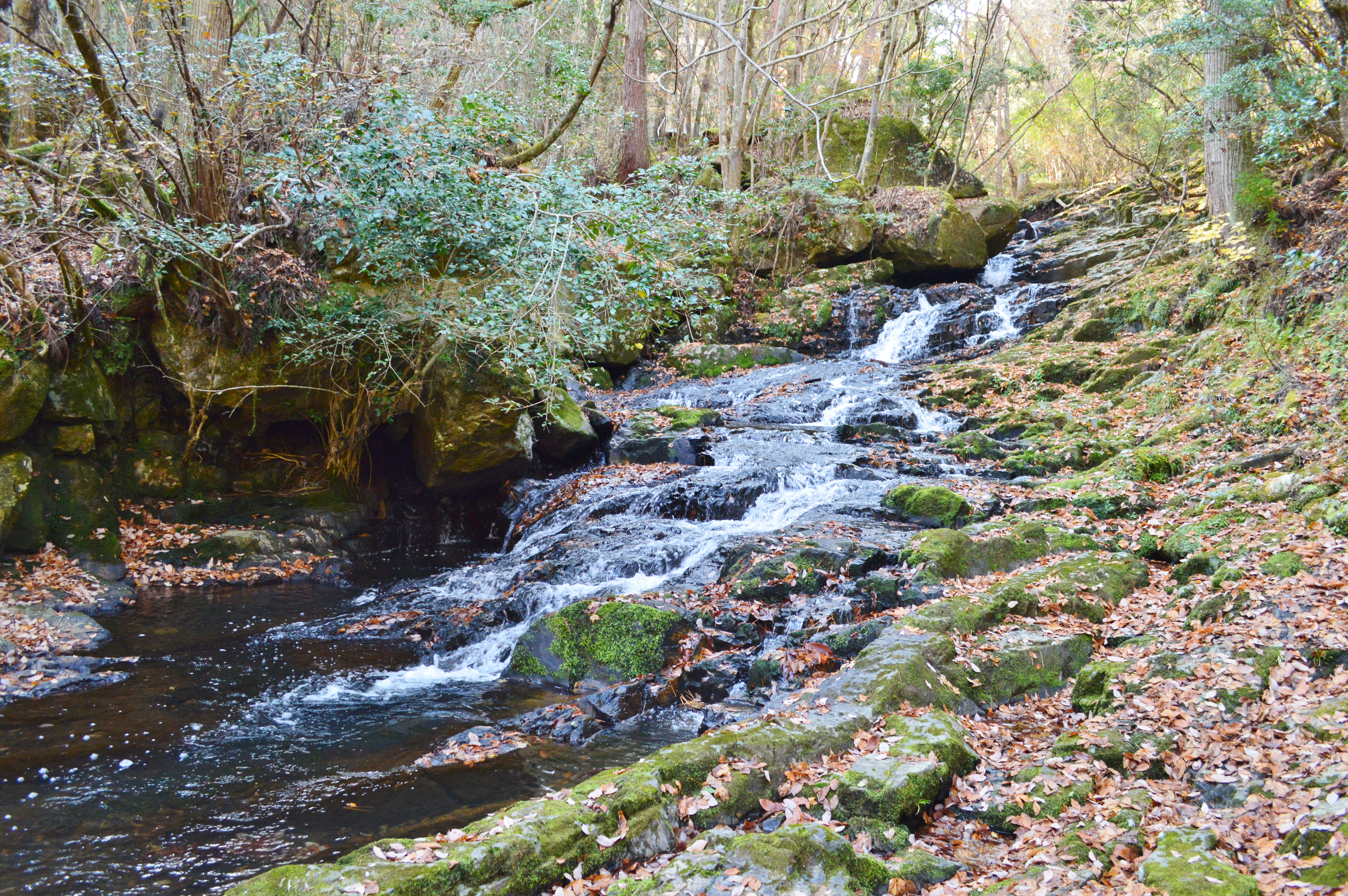
渇蚪澗

## 十二勝
- 鳴瀑（めいばく）
- 掃雲峰（そううんぽう）
- 錦繍巌（きんしゅうがん）
- 座禅石（ざぜんせき）
- 螮蝀泉（たいとうせん）
- 渇虯澗（かっきゅうかん）
- 双龍淵（そうりゅうえん）
- 玉走盤（ぎょくそうばん）
- 水晶廉（すいしょうれん）
- 爛柯石（らんかせき）
- 會仙巖（かんせんがん）
- 通天湖（つうてんこ）